# Marcus Tullius Secundus
Marcus Tullius Secundus war ein im ersten Jahrhundert tätiger römischer Ringmacher, ein anularius. Von ihm sind keine bekannten Werke überliefert. Er ist heute einzig durch seine erhaltene Grabinschrift aus Brindisi bekannt und wurde demnach 35 Jahre alt.